# Ducat de Frías
El ducat de Frías és un títol nobiliari espanyol, creat i concedit pels Reis Catòlics el 20 de març de 1492 a Bernardino Fernández de Velasco, segon conestable de Castella, tercer comte d'Haro, a més de capità general i virrei de Granada. A les terres del comtat d'Haro s'hi van sumar moltes altres gràcies als successius matrimonis, a més d'acumular nombrosos títols nobiliaris, com el ducat d'Uceda o el marquesat del Fresno i Villena, entre d'altres.
|    | Nom                                         | Període   | Parentiu |
| -- | ------------------------------------------- | --------- | -------- |
| 1  | Bernardino Fernández de Velasco y Mendoza   | 1492-1512 |          |
| 2  | Íñigo Fernández de Velasco y Mendoza        | 1512-1528 | Germà    |
| 3  | Pedro Fernández de Velasco y Tovar          | 1528-1559 | Fill     |
| 4  | Íñigo Fernadez de Velasco                   | 1559-1585 | Nebot    |
| 5  | Juan Fernández de Velasco                   | 1585-1613 | Fill     |
| 6  | Bernardino Fernández de Velasco y Cardona   | 1613-1652 | Fill     |
| 7  | Íñigo Fernández de Velasco y Guzmán         | 1652-1696 | Fill     |
| 8  | José Fernández de Velasco                   | 1696-1713 | Nebot    |
| 9  | Bernardino Fernández de Velasco y Benavides | 1713-1727 | Fill     |
| 10 | Agustín Fernández de Velasco y Bracamonte   | 1727-1742 | Fill     |
| 11 | Bernardino Fernández de Velasco y Pimentel  | 1742-1771 | Fill     |
| 12 | Martín Fernández de Velasco                 | 1771-1776 | Fill     |
| 13 | Diego Fernández de Velasco                  | 1776-1811 | Nebot    |
| 14 | Bernardino Fernández de Velasco y Enríquez  | 1811-1852 | Fill     |
| 15 | José María Fernández de Velasco y Jaspe     | 1852-1890 | Fill     |
| 16 | Bernardino Fernández de Velasco y Balfé     | 1890-1919 | Fill     |
| 17 | Guillermo Fernández de Velasco y Balfé      | 1919-1936 | Germà    |
| 18 | José Fernández de Velasco y Sforza          | 1937-1986 | Fill     |
| 19 | Francisco de Borja Soto y Moreno-Santamaría | 1986-Avui |          |